# Maniwa
Maniwa (真庭市?) è una città giapponese della prefettura di Okayama.